# Paca La Piraña
Francisca Aracil Cáceres (Almeria, 1 de juny de 1962), millor coneguda amb el sobrenom Paca La Piraña, és una ex vedette, ex prostituta i actriu espanyola, coneguda per les seves aparicions televisives al costat de la seva amiga Cristina Ortiz i el seu paper, fent d'ella mateixa, a la sèrie Veneno d'Atresmedia.

## Biografia
Va néixer a Almeria, tot i que a l'edat de 7 anys es va traslladar una temporada amb la seva família a Alemanya.
Als anys 1980 es va dedicar a realitzar espectacles d'imitacions musicals en petits locals nocturns. A principis de la dècada de 1990 va viatjar a Elda (Alacant) per motius laborals, i va establir finalment la seva residència permanent a València, on va haver de compaginar el transformisme amb la prostitució.
A la fi dels anys 90 es va donar a conèixer a la televisió a nivell nacional després de ser presentada a el públic com la millor amiga de La Veneno, també prostituta i vedette que apareixia regularment a televisió. Va conèixer Cristina en un club d'espectacles a Torremolinos (Màlaga), on totes dues actuaven, però no va ser fins anys després a Madrid on es van retrobar al Parc de l'Oest, on les dones transsexuals exercien la prostitució, i van forjar la seva amistat.
Posteriorment va tornar a València, on va estar vivint durant més de 15 anys al seu pis situat al barri de Marxalenes, fins que finalment va tornar el 2017 a la seva Almeria natal per cuidar de la seva mare.
El 2020, després d'haver estat retirada de l'escena pública per un lustre, es va interpretar a si mateixa a Veneno, una sèrie biogràfica sobre la vida de la seva millor amiga estrenada a Atresmedia Premium. Va ser tal l'èxit de la sèrie que les seves protagonistes van ser nomenades pregoneres de l'Orgull LGBT 2020 de Madrid.
Gràcies a la repercussió a les xarxes socials de Paca, Atresplayer Premium va decidir produir la minisèrie Paca la Piraña, ¿dígame?, un consultori televisiu on La Piraña discuteix amb humor sobre diversos temes.
Paca i Marc Giró van ser els presentadors de Feliz Año Neox el 30 de desembre de 2020, prenent el testimoni d'Edu Soto i David Fernández, que ho havien fet l'any anterior.
El 2021 va ser nominada al Premi Feroz 2021 a la millor actriu de repartiment d'una sèrie, pel seu paper a Veneno.

## Filmografia

### Cinema
| Any  | Títol         | Notes        |
| ---- | ------------- | ------------ |
| 2020 | el Claroscuro | Curtmetratge |

### Sèries de televisió
| Any  | Títol                    | Cadena              | Personatge   | Episodis    |
| ---- | ------------------------ | ------------------- | ------------ | ----------- |
| 2020 | Veneno                   | Atresplayer Premium | Ella mateixa | 8 episodis  |
| 2020 | Paca la Piraña, ¿dígame? | Atresplayer Premium | Ella mateixa | 10 episodis |
| 2020 | Paca, dígame             | Neox                | Ella mateixa | 4 episodis  |

### Programes de televisió
| Any  | Títol                   | Cadena              | Paper        |
| ---- | ----------------------- | ------------------- | ------------ |
| 2010 | Deluxe                  | Telecinco           | Convidada    |
| 2020 | El Hormiguero           | Antena 3            | Convidada    |
| 2020 | Preuvas Neox            | Neox                | Presentadora |
| 2021 | Paca te lleva al huerto | Atresplayer Premium | Presentadora |